# London Bridge Is Falling Down
London Bridge is Falling Down è una canzone molto conosciuta nelle scuole materne inglesi che risale circa al 1744.
Il verso principale è:
London Bridge is falling down,
Falling down, Falling down.
London Bridge is falling down,
My fair lady.
La filastrocca è spesso usata in un gioco cantato, che esiste in molte forme, con versi addizionali. Il più conosciuto è quello dove due giocatori fanno un arco con le braccia, mentre gli altri giocatori passano sotto di esso in fila. L'arco è poi abbassato quando la canzone finisce e così viene "catturato" un giocatore.

## Testo della canzone
Nella sua forma originale (ci sono molte versioni), il testo della canzone è il seguente:
| London Bridge is Falling Down       |                                                   |
| London Bridge is falling down,      | Il London Bridge sta crollando,                   |
| Falling down, Falling down.         | Crollando, crollando                              |
| London Bridge is falling down,      | Il London Bridge sta crollando,                   |
| My fair lady.                       | Mia cara signora.                                 |
|                                     |                                                   |
|                                     |                                                   |
| Take a key and lock her up,         | Prendi una chiave e rinchiudila,                  |
| Lock her up, Lock her up.           | Rinchiudila, rinchiudila.                         |
| Take a key and lock her up,         | Prendi una chiave e rinchiudila,                  |
| My fair lady.                       | Mia cara signora.                                 |
|                                     |                                                   |
|                                     |                                                   |
| How will we build it up,            | Come lo costruiremo,                              |
| Build it up, Build it up?           | Costruiremo, costruiremo?                         |
| How will we build it up,            | Come lo costruiremo,                              |
| My fair lady?                       | Mia cara signora?                                 |
|                                     |                                                   |
|                                     |                                                   |
| Build it up with silver and gold,   | Costruiscilo con oro e argento,                   |
| Silver and gold, silver and gold.   | Oro e argento, oro e argento.                     |
| Build it up with silver and gold,   | Costruiscilo con oro e argento,                   |
| My fair lady.                       | Mia cara signora.                                 |
|                                     |                                                   |
|                                     |                                                   |
| Gold and silver I have none,        | Oro e argento non ne ho,                          |
| I have none, I have none.           | Non ne ho, non ne ho.                             |
| Gold and silver I have none,        | Oro e argento non ne ho                           |
| My fair lady.                       | Mia cara signora                                  |
|                                     |                                                   |
|                                     |                                                   |
| Build it up with needles and pins,  | Costruiscilo con aghi e spilli,                   |
| Needles and pins, Needles and pins. | Aghi e spilli, aghi e spilli.                     |
| Build it up with needles and pins,  | Costruiscilo con aghi e spilli,                   |
| My fair lady.                       | Mia cara signora.                                 |
|                                     |                                                   |
|                                     |                                                   |
| Pins and needles bend and break,    | Spilli ed aghi si piegano e si rompono            |
| Bend and break, Bend and break.     | Si piegano e si rompono, si piegano e si rompono. |
| Pins and needles bend and break,    | Spilli ed aghi si piegano e si rompono,           |
| My fair lady.                       | Mia cara signora.                                 |
|                                     |                                                   |
|                                     |                                                   |
| Build it up with wood and clay,     | Costruiscilo con legna e argilla,                 |
| Wood and clay, Wood and clay.       | Legna e argilla, legna e argilla.                 |
| Build it up with wood and clay,     | Costruiscila con legna e argilla,                 |
| My fair lady.                       | Mia cara signora.                                 |
|                                     |                                                   |
|                                     |                                                   |
| Wood and clay will wash away,       | Legna e argilla verranno spazzati via,            |
| Wash away, Wash away.               | Spazzati via, spazzati via.                       |
| Wood and clay will wash away,       | Legna e argilla verranno spazzati via             |
| My fair lady.                       | Mia cara signora.                                 |
|                                     |                                                   |
|                                     |                                                   |
| Build it up with stone so strong,   | Costruiscilo con pietra robusta                   |
| Stone so strong, Stone so strong.   | Pietra robusta, pietra robusta.                   |
| Build it up with stone so strong,   | Costruiscilo con pietra robusta,                  |
| My fair lady.                       | Mia cara signora.                                 |
|                                     |                                                   |
|                                     |                                                   |
| Stone so strong will last so long,  | La pietra robusta durerà molto a lungo            |
| Last so long, Last so long.         | Molto a lungo, molto a lungo.                     |
| Stone so strong will last so long,  | La pietra robusta durerà molto a lungo,           |
| My fair lady.                       | Mia cara signora.                                 |

### Versi alternativi
Altri versi usati sono questi:
| We must build it up again,           | Lo dobbiamo tirar su di nuovo,                        |
| Up again, Up again.                  | Su di nuovo, Su di nuovo.                             |
| We must build it up again,           | Lo dobbiamo tirar su di nuovo,                        |
| My fair lady.                        | Mia cara signora.                                     |
|                                      |                                                       |
|                                      |                                                       |
| Build it up with iron and steel,     | Tiralo su con ferro e acciaio,                        |
| Iron and steel, Iron and steel.      | Ferro e acciaio, Ferro e acciaio.                     |
| Build it up with iron and steel,     | Tiralo su con ferro e acciaio,                        |
| My fair lady.                        | Mia cara signora.                                     |
|                                      |                                                       |
|                                      |                                                       |
| Iron and steel will bend and bow,    | Ferro e acciaio si piegano e si spezzano,             |
| Bend and bow, bend and bow.          | Si piegano e si spezzano, si piegano e si spezzano.   |
| Iron and steel will bend and bow,    | Ferro e acciaio si piegano e si spezzano,             |
| My fair lady.                        | Mia cara signora.                                     |
|                                      |                                                       |
|                                      |                                                       |
| Silver and gold will be stolen away, | Argento e oro verranno rubati,                        |
| Stolen away, Stolen away.            | Rubati, rubati.                                       |
| Silver and gold will be stolen away, | Argento e oro verranno rubati,                        |
| My fair lady.                        | Mia cara signora.                                     |
|                                      |                                                       |
|                                      |                                                       |
| Set a man to watch all night,        | Prendi un uomo per custodirli tutta la notte,         |
| Watch all night, watch all night,    | Custodirli tutta la notte, custodirli tutta la notte, |
| Set a man to watch all night,        | Prendi un uomo per custodirli tutta la notte,         |
| My fair lady.                        | Mia cara signora.                                     |
|                                      |                                                       |
|                                      |                                                       |
| Suppose the man should fall asleep,  | Supponi che l'uomo si addormenti,                     |
| Fall asleep, fall asleep,            | Si addormenti, si addormenti,                         |
| Suppose the man should fall asleep?  | Supponi che l'uomo si addormenti?                     |
| My fair lady                         | Mia cara signora.                                     |
|                                      |                                                       |
|                                      |                                                       |
| Give him a pipe to smoke all night,  | Dagli una pipa da fumare per tutta la notte,          |
| Smoke all night, smoke all night,    | Da fumare tutta la notte, da fumare tutta la notte,   |
| Give him a pipe to smoke all night,  | Dagli una pipa da fumare tutta la notte,              |
| My fair lady.                        | Mia cara signora.                                     |
|                                      |                                                       |
|                                      |                                                       |
| Here's a prisoner I have got,        | C'è un prigioniero che ho preso,                      |
| I have got, I have got,              | L'ho preso, l'ho preso,                               |
| Here's a prisoner I have got,        | C'è un prigioniero che ho preso,                      |
| My fair lady.                        | Mia cara signora.                                     |
|                                      |                                                       |
|                                      |                                                       |
| Take the key and lock him up,        | Prendi la chiave e rinchiudilo,                       |
| Lock him up, lock him up,            | Rinchiudilo, rinchiudilo,                             |
| Take the key and lock him up,        | Prendi la chiave e rinchiudilo,                       |
| My fair lady.                        | Mia cara signora.                                     |
|                                      |                                                       |
|                                      |                                                       |
| Silver and gold will set him free,   | Argento e oro lo libereranno,                         |
| Set him free, set him free,          | Lo libereranno, lo libereranno,                       |
| Silver and gold will set him free,   | Argento e oro lo libereranno,                         |
| My fair lady.                        | Mia cara signora.                                     |

## Storia
Il primo riferimento alla filastrocca compare in una rappresentazione del 1659 e si hanno testimonianze che sia associata ad un gioco per bambini nel 1720. Il primo testo conosciuto è datato poco dopo: appare in Tommy Thumb's Pretty Song Book all'incirca nel 1744. È probabile che in questo periodo la filastrocca fosse già molto conosciuta. La filastrocca deve avere avuto precedenti ben più antichi. Nel 1013, il London Bridge fu fatto bruciare da re Edredo d'Inghilterra e dal suo alleato norvegese Olav II nel tentativo di dividere l'esercito degli invasori danesi di re Svein Haraldsson. L'evento fu registrato nella Saga di Olav Haraldson composta nel 1225 circa da Snorri Sturluson. Snorri cita estratti di uno scritto di un poeta scandinavo, Ottar Svarte, includendo i seguenti passaggi:
London Bridge is broken down.
Gold is won, and bright renown.
Shields resounding,
War-horns sounding,
Hild is shouting in the din!
Arrows singing,
Mail-coats ringing --
Odin makes our Olaf win!
Questa versione forse nasce nel 1269, quando Enrico III garantì la proprietà del ponte alla regina Eleonora. Lei era la "signora bionda" famosa per spendere le rimanenze dei ricavi del passaggio del London Bridge per il mantenimento della struttura.

## Significato
Il significato preciso della canzone è ignoto. Oltre alle possibili spiegazioni storiche menzionate nella sezione precedente, un'altra ipotesi può essere correlata alle molte difficoltà apparse nel costruire il London Bridge: i ponti più vecchi di Londra furono effettivamente "sciacquati via" prima che un ponte resistente fosse costruito.